# Kapušianske Kľačany
Kapušianske Kľačany (maďarsky Kaposkelecsény) jsou obec na Slovensku. Nacházejí se v Košickém kraji, v okrese Michalovce. Obec má rozlohu 20,28 km² a leží v nadmořské výšce 102 m. První písemná zmínka o obci pochází z roku 1315. V roce 2011 v obci žilo 889 obyvatel. V obci je základní škola s vyučovacím jazykem maďarským.
Na území obce je chráněné ptačí území Medzibodrožie.